# Ord Plus
Ord Plus var ett ordbehandlingsprogram för DOS. Programmet utvecklades 1991 som ett lågprisprogram av Scandinavian PC Systems och var avsett för enklare ordbehandling. Programmet var avsett för IBM PC, XT och AT.
Ord Plus hade som föregångare Ordbehandling 1.0 och Ordbehandling 2.0. Scandinavian PC Systems utvecklade senare även ordbehandlingsprogram anpassade för Windows.
Ordbehandlingsprogrammet Ord Plus var lätt att lära och styrdes via menyval i form av radmenyer eller rullgardinsmenyer (upp eller ned).
Programmet var försett med svensk instruktionsbok som liksom programmet var avsett för personer med liten datorvana. 
Programmet var försett med sedvanliga redigeringsmöjligheter, bland annat sök- och ersättfunktion, index samt möjligheter till enklare makro-instruktioner ihop med frasbibliotek. Makroinstruktionerna var antingen dokumentbundna makron kopplade till funktionstangenter, dels generella makron kopplade till Alt-tangenten ihop med valfri bokstav.